# Hugo Souza (Fußballspieler, 1985)
Hugo Souza, vollständiger Name Hugo Fernando Souza Días, (* 20. Januar 1985 in Mones Quintela) ist ein uruguayischer Fußballspieler.

## Karriere
Der 1,82 Meter große Defensivakteur Souza gehörte zu Beginn seiner Karriere von 2003 bis Ende 2006 der Mannschaft der Montevideo Wanderers an und absolvierte für diese ab der Saison 2004 bis in die Spielzeit 2006/07 insgesamt 36 Spiele (kein Tor) in der Primera División. Anschließend war er bis Ende Mai 2008 für den Club Atlético Rentistas aktiv und bestritt dort in der Clausura 2007 zehn Erstligapartien (kein Tor). In den Erstligaspielzeiten 2008/09 und 2009/10 stand er in Reihen des Cerro Largo FC, für den er 46-mal in der höchsten uruguayischen Spielklasse auflief und einen Treffer erzielte. Im August 2010 verpflichtete ihn Liverpool Montevideo. Nach 13 Erstligaeinsätzen (kein Tor) und zwei Spielbeteiligungen (kein Tor) in der Copa Libertadores 2011 wurde er nach Ablauf der Saison 2010/11 an die Rampla Juniors verliehen. Bei den Montevideanern kam er in der Spielzeit 2011/12 zehnmal (kein Tor) in der Primera División zum Einsatz. Im Juli 2012 schloss Souza sich Deportivo La Guaira an. Bei den Venezolanern wirkte er in elf persönlich torlosen Erstligabegegnungen mit. Anfang 2013 wechselte er zu UTC Cajamarca. Für die Peruaner traf er bis zum Jahresende viermal bei 29 Einsätzen in der Primera División. Ab Januar 2014 setzte Souza seine Karriere bei Deportivo Municipal fort. Beim Klub aus Lima bestritt er 22 Partien in der Segunda Division und schoss zwei Tore. Im Januar 2015 nahm er ein Engagement bei Real Garcilaso auf, im Rahmen dessen er 26 Erstligaspiele (kein Tor) und elf Begegnungen (ein Tor) der Copa Inca absolvierte. In den ersten Januartagen 2016 nahm ihn Oriente Petrolero aus Bolivien unter Vertrag. Dort wurde er in der Folgezeit in 30 Aufeinandertreffen der LFPB und einer Partie der Copa Libertadores 2016 eingesetzt. In der Liga gelang ihm ein persönlicher Torerfolg. Ab Mitte März 2017 gehörte er dem Kader des peruanischen Zweitligisten Cultural Santa Rosa an. Zur Saison 2018 wechselte Souza zum peruanischen Erstligisten Ayacucho FC.